# Язык кикай
Кика́й — язык населения острова Кикай, также рассматриваемый как диалект языка амами, одного из севернорюкюских языков.

## Социолингвистическая и ареальная информация
Кикай(гасима) (яп. 鬼界ヶ島, остров Кика́й) — один из островов Амами, входящих в архипелаг Нансэй.
На острове развито сельское хозяйство: выращивание сахарного тростника, кунжута, мандаринов, разведение скота.

Кикай — язык севернорюкюской группы рюкюской ветви семьи японо-рюкюских языков.
В 2000 году на острове проживало около 13000 носителей языка кикай. На данный момент кикай фактически не передаётся по наследству (не является первым языком для новых поколений), не изучается в школах и не используется в прессе. Этот язык находится на грани вымирания.
Кикай — плоский остров без гор и рек (общая площадь — 56,94 км²), но на его территории наблюдаются некоторые языковые различия между каждой из 33 общин.

## Классификация
Классификация языка кикай является спорной. Некоторые даже оспаривают существование кластера кикай.
Языки островов Амами можно разделить на консервативную северную группу (северный амами, южный амами и токуносима) и инновационную южную группу (окиноэрабу и ёрон). Проблема заключается в том, к какой из них относится кикай.
Северные общины кикай фонологически более консервативны и демонстрируют некоторое сходство с амами-осима и токуносима, в то время как остальная часть острова ближе к южной амами. Северный кикай сохраняет семь гласных: /a/, /e/, /i/, /o/, /u/, /ɨ/ и /ɘ/, в то время как южно-центральный кикай — только пять гласных. /k/ палатализуется в /t͡ɕ/ перед /i/ в южно-центральном кикай, но не в северном кикай.
По этой причине Накамото (1976) разделил кика́й на две части:
|  | Северная Амами-Оcима |
|  |                      |
|  | Южная Амами-Оcима    |
|  |                      |
|  | Северный кика́й       |
|  |                      |

|  | Южный кика́й |
|  |             |
|  | Окиноэрабу  |
|  |             |
|  | Ёрон        |
|  |             |

|  | Северная Амами-Оcима |
|  |                      |
|  | Южная Амами-Оcима    |
|  |                      |
|  | Северный кика́й       |
|  |                      |

|  | Южный кика́й |
|  |             |
|  | Окиноэрабу  |
|  |             |
|  | Ёрон        |
|  |             |

В отличие от этого, Каримата Сигэхиса (2000) предварительно поддержал кластер языка кикай, учитывая другие общие фонологические особенности. Уэйн Лоуренс (2011) утверждал, что лексические данные поддерживают кластер данного языка, хотя он воздержался от определения его филогенетических отношений с другими диалектами амами.
Пеллард (2018) представил кардинально иную классификацию. Основываясь на нерегулярном изменении звука *kaja>gja в слове thatch, он объединил токуносима, окиноэрабу и ёрон в одну группу, а амами-осима, кика́й и полученную группу рассматривал как первичные ветви амами.
|  | Осима                                                                            |
|  |                                                                                  |
|  | Кика́й                                                                            |
|  |                                                                                  |
|  | \| \| Токуносима \| \| \| \| \| \| Окиноэрабу \| \| \| \| \| \| Ёрон \| \| \| \| |
|  |                                                                                  |
|  | Токуносима                                                                       |
|  |                                                                                  |
|  | Окиноэрабу                                                                       |
|  |                                                                                  |
|  | Ёрон                                                                             |
|  |                                                                                  |

|  | Токуносима |
|  |            |
|  | Окиноэрабу |
|  |            |
|  | Ёрон       |
|  |            |

### Внутренняя классификация
На острове Кика́й насчитывается 33 местных общины. Несмотря на то, что остров Кика́й небольшой и плоский, он демонстрирует значительные различия в лексике, фонологии и морфологии. Диалекты на острове являются взаимопонятными. Северные общины Оноцу, Ситооке (и Сатеку) фонологически более консервативны, чем остальная часть острова.

## Фольклорная терминология
Ивакура Итиро (1904—1943), фольклорист из Адена (город в южной Японии, не путать с Аден), утверждал, что язык острова Кика́й называется /симаджумита/ на языке Адена.

## Фонология
Ниже приведена фонология диалекта Оноцу, основанная на Рихито Cирата (2013).
Как и в большинстве рюкюских языков к северу от центрального окинавского, смычные описываются как «простые» C' и «глоттализованные» C'. Фонетически эти две серии являются придыхательными [Cʰ] и непридыхательными [C˭] соответственно.

### Северный кика́й

#### Согласные
|               | Губно-губные | Губно-губные | Губно-губные | Альвеолярные | Альвеолярные | Альвеолярные | Пост- альвеолярные | Пост- альвеолярные | Пост- альвеолярные | Палатальные | Заднеязычные | Заднеязычные | Заднеязычные | Глоттальные |
| LEN           | FOR          | VOX          | LEN          | FOR          | VOX          | LEN          | FOR                | VOX                | LEN                | Палатальные | FOR          | VOX          |              | Глоттальные |
| ------------- | ------------ | ------------ | ------------ | ------------ | ------------ | ------------ | ------------------ | ------------------ | ------------------ | ----------- | ------------ | ------------ | ------------ | ----------- |
| Носовые       |              |              | m            |              |              | n            |                    |                    |                    |             |              |              | ŋ            |             |
| Взрывные      | pʰ           | (p˭)         | b            | tʰ           | t˭           | d            |                    |                    |                    |             | kʰ           | k˭           | ɡ            |             |
| Аффрикаты     |              |              |              | t͡sʰ          |              |              |                    |                    |                    |             |              |              |              |             |
| Фрикативные   |              |              |              | s            |              | z            |                    |                    |                    |             |              |              |              | h           |
| Аппроксиманты |              |              |              |              |              |              |                    |                    |                    | j           |              |              | w            |             |
| Смычные       |              |              |              |              |              |              |                    |                    | ɾ                  |             |              |              |              |             |

#### Гласные
Согласно Рихито Cирата (2013), в диалекте оноцу есть /a/, /e/, /i/, /o/ и /u/. В более традиционных интерпретациях добавляются еще два гласных /ɨ/ и /ɘ/. Следуя Хаттори (1999), Сирата анализирует обычные /Ci/ и /Cɨ/ как /Cji/ и /Ci/ соответственно. Аналогично /Ce/ и /Cɘ/ интерпретируются как /Cje/ и /Ce/.

### Южно-центральный кика́й

#### Согласные
|               | Губно-губные | Губно-губные | Губно-губные | Альвеолярные | Альвеолярные | Альвеолярные | Пост- альвеолярные | Пост- альвеолярные | Пост- альвеолярные | Палатальные | Заднеязычные | Заднеязычные | Заднеязычные | Глоттальные |   |
| LEN           | FOR          | VOX          | LEN          | FOR          | VOX          | LEN          | FOR                | VOX                | LEN                | Палатальные | FOR          | VOX          |              | Глоттальные |   |
| ------------- | ------------ | ------------ | ------------ | ------------ | ------------ | ------------ | ------------------ | ------------------ | ------------------ | ----------- | ------------ | ------------ | ------------ | ----------- | - |
| Носовые       |              |              | m            |              |              | n            |                    |                    |                    |             |              |              |              | ŋ           |   |
| Взрывные      |              | (p˭)         | b            | tʰ           | t˭           | d            |                    |                    |                    |             |              | kʰ           | k˭           | ɡ           |   |
| Аффрикаты     |              |              |              | (t͡sʰ)        |              |              | t͡ɕʰ                |                    |                    |             |              |              |              |             |   |
| Фрикативные   |              |              |              | s            |              | z            |                    |                    | (ʑ)                |             |              |              |              |             | h |
| Аппроксиманты |              |              |              |              |              |              |                    |                    |                    |             | j            |              |              | w           |   |
| Смычные       |              |              |              |              |              |              |                    |                    | ɾ                  |             |              |              |              |             |   |

#### Гласные
Общие для группы диалектов особенности не отмечались.

## Грамматика

### Тип (степень свободы) выражения грамматических значений
Кика́й — синтетический язык.

wan-nu hon-ga ne-n

 мой-GEN книга-NOM не быть/отсутствовать-NEG.NPST

‘моей книги нет/моя книга отсутствует’

Грамматические значения действительно выражаются в пределах самого слова.

### Характер границы между морфемами
Язык кика́й обладает агглютинативным грамматическим строем с начавшимися процессами флективизации (аналогично японскому языку). От классических агглютинативных языков (тюркские, монгольские) его отличает наличие двух спряжений глаголов, а также неправильных глаголов, неразвитая система притяжательных аффиксов, ограничивающаяся лишь приставкой お- (о-) или ご- (го-), в зависимости от главного слова во 2-м и 3-м лице, а также наличие трёх групп изменения прилагательных.

### Локус маркирования связи в посессивной именной группе и в предикации
それはめーらびぬさばです

soreha meerabi-nu saba desu

 это девочка-GEN туфля-NOM есть

‘это туфля девочки’

めーらび、さば

meerabi, saba (NOM)

‘девочка, туфля’

У посессора появляется маркирование (с помощью суффикса -nu- со значением родительного падежа).
В предикативной конструкции аналогично японскому языку.

otoko-ga onna-ni tegami-o kaita

 мужчина-Nom женщина-DAT письмо-ACC написать

‘мужчина написал письмо женщине’

В языке кика́й представлено зависимостное маркирование.

### Тип ролевой кодировки
Аккузативный тип.

habu-ba kuccj-u-n

змея-ACC убить-IPFV-ADN

‘я убил змею’ (активный залог) 

hon-ba jum-ju-n

книга-ACC читать-IPFV-NPST

‘(я) книгу читаю’

hadu-ga hon-ba jum-ju-n

змея-NOM книга-ACC читать-IPFV-NPST

‘змея книгу читает’

isshou daiji-ni shiranba-ya

всегда момент-DAT дорожить/наслаждаться/ценить-PRAES

‘(я) всегда наслаждаюсь моментом’

### Базовый порядок слов
Как и для японского, для языка кикай характерны следующие принципы:
- подлежащее, дополнения и обстоятельства предшествуют сказуемому, сказуемое всегда ставится в конце предложения (схема SOV — англ. Subject Object Verb, «Подлежащее — прямое дополнение — сказуемое»), пример: hadu-ga hon-ba jum-ju-n — змея-NOM книга-ACC читать-IPFV-NPST — ‘змея книгу читает’ — последовательность subject, object, verb;
- определения предшествуют определяемому слову;
- нет предлогов, а характерные для языка послелоги размещаются после существительного.

### Лингвистические особенности
В языке кикай, в отличие от японского (Национальный институт японского языка и лингвистики официально считает кикай его диалектом), существуют местоимения первого лица, включающие себя (деятеля) и исключающие. Например, в его диалекте камикатецу суффикс -(n)naa используется для исключающего первого лица, а также для местоимений второго и третьего лица. Формальное тождество между суффиксом включительного множественного числа и другими местоимениями/лексическими существительными не первого лица встречается крайне редко. Единственный широко известный пример — окинавский диалект японского языка.
Возможность выделения диалектов языка кикай обусловлена фонологическими, лексическими и морфологическими отличиями (в том числе суффиксацией местоимений) в вариантах языка населяющих остров общин, при этом диалекты взаимно понятны. Лоуренс Уэйн приводит ряд примеров, наглядно доказывающих близость диалектов на материале базовой лексики. Например, (в фонетической записи с помощью символов МФА) приводятся наименования для традиционного вида обуви гэта (下駄) — японских деревянных сандалий в форме скамеечки.

小野津 (диалект оноцу) — ʔassaa 

志戸桶 (ситооке) — ʔassaa 

塩道 (сиомичи) — ʔassjaa 

坂嶺 (сакамине) — ʔassaa 

阿信 (анобу) — ʔassaa 

赤連 (акарен) — ʔassa(a) 

湾 (ван) — ʔassa 

中里 (наказато) — ʔassa 

荒木 (араки) — ʔassa 

上嘉鉄 (камикатецу) — ʔassa

## Список сокращений
ADN — показатель связи с именной группой, NPST — непрошедшее время, IPFV — имперфект, PRAES — настоящее время, NEG — отрицание. NOM — именительный падеж, GEN — родительный падеж, DAT — дательный падеж, ACC — винительный падеж.